# Escape (single van Enrique Iglesias)
Escape is een nummer van de Spaanse zanger Enrique Iglesias uit 2002. Het is de tweede single van zijn gelijknamige vijfde studioalbum.
"Escape" gaat over een relatie die op de klippen lijkt te lopen. Het nummer werd wereldwijd een grote hit. Een Spaanstalige versie van het nummer, getiteld Escapar, bereikte de 9e positie in Spanje. In het Nederlandse taalgebied deed het origineel het goed met een 3e positie in de Nederlandse Top 40, en de 5e positie in de Vlaamse Ultratop 50.

## Tracklijst
- Europese Cd-single

1. "Escape" (albumversie)
2. "Escape" (Boogieman remix)